# Mercedes-Benz O307
Mercedes-Benz O307 – autobus podmiejski, produkowany przez niemiecką firmę Mercedes-Benz.
Pierwszy autobus podmiejski Mercedesa-Benza produkowany do 1985 roku.
Zastąpił go model O407.